# Сражение у Панишед-Вуменс-Форк
Сражение у Панишед-Вуменс-Форк (англ. Battle of Punished Woman's Fork) — сражение между северными шайеннами и армией США, произошедшее 27 сентября 1878 года на территории современного округа Скотт. Это сражение стало последним вооружённым конфликтом между индейцами и армией США в штате Канзас.
В конце мая 1877 года почти тысячу северных шайеннов депортировали на Индейскую территорию. Прожив около года, многие индейцы захотели вернуться на свои родные земли на севере. Условия жизни на юге оказались очень тяжёлыми: многие шайенны болели, правительственные пайки были скудными, а дичь в округе отсутствовала. В сентябре 1877 года 353 северных шайенна, в том числе всего несколько десятков воинов, покинули свою резервацию. Американская армия преследовала индейцев, но шайеннам удавалось отбиваться от посланных остановить их армейских подразделений. В сражении у Панишед-Вуменс-Форк американцы потеряли убитым своего командующего, полковника Уильяма Льюиса, а северные шайенны продолжили свой путь на родные земли.